# Amerikai nindzsa 4. – Az új küldetés
Az Amerikai nindzsa 4. – Az új küldetés (eredeti cím: American Ninja 4: The Annihilation) 1991-ben bemutatott amerikai harcművészeti film. Az Amerikai nindzsa-filmsorozat negyedik része, az Amerikai nindzsa 3. – Véres vadászat folytatása. A főbb szerepekben Michael Dudikoff, David Bradley és James Booth látható. Ez volt Dudikoff utolsó szereplése a filmsorozatban.
Az Amerikai Egyesült Államokban 1991. március 8-án mutatták be a mozikban.

## Cselekmény
Egy Delta Force nevű osztag egy idegen országban egy nindzsákból álló csoport elől menekül, de a többségüket megölik, a túlélőket pedig túszul ejtik. A titkos nindzsa hadsereget egy Amerika-ellenes brit ex-rendőr, Scarf ezredes vezeti, aki szövetkezett Ali Maksood harcos muszlimmal: egy bőröndbe rejtett atombombát akar New Yorkba szállítani. Mulgrew azzal fenyegetőzik, hogy élve elégeti a kommandósokat, és be fogja beveti az atombombát, ha nem fizetnek neki 50 millió dolláros váltságdíjat. Sean Davidson és Carl Brackston ügynököket titkos küldetésre küldik, hogy kiszabadítsák a foglyokat és megöljék a terroristákat.
Sean és Carl ejtőernyővel érkeznek meg és találkoznak összekötőjükkel, Pangóval. Miközben információkat gyűjtenek egy Freddie nevű helyi ügynöktől, összetűzésbe keverednek Mulgrew-val és az O'Reilly által vezetett korrupt helyi rendőrséggel. Mulgrew megöli Freddie-t, de Sean, Carl és Pango megmenekül. Pango elviszi őket Dr. Sarah-hoz, a Peace Corps ápolónőjéhez, aki elrejti őket a rendőrség elől. Rövidesen nindzsák támadják meg őket, akik Seant, Carlt és Sarah-t elfogják, miközben Pango elmenekül. Egy régi brit erődbe zárják őket, hogy Mulgrew megkínozza őket. Mulgrew megtámadja Sarah-t, és később kiderül, hogy Mulgrew ölte meg a nő apját.
Joe Armstrongot, a különleges erők kommandósát, aki most tanárként dolgozik a Peace Corpsnál, végül ráveszik, segítsen megmenteni barátját, Seant és a többieket. Joe meggyőzi a Sulphur Springs nevű helyi lázadócsoportot, egy Dr. Tamba által vezetett egykori büntetőtelepet, hogy csatlakozzanak hozzájuk, így ellopják az erőd mérnöki terveit. Joe behatol az erődbe és megmenti Seant, Carlt, Sarah-t és a kommandósok nagy részét, akiket épp ki akarnak végezni. A Sulphur Springs is megtámadja az erődöt. Maksood bombát szállító helikopterét Carl megsemmisíti, Mulgrew-t Sean, a szupernindzsát pedig Joe öli meg. Joe elbúcsúzik Dr. Tambától és Seantól, mondván, az iskolában lesz majd. Elsétál a halott nindzsák tetemei és a lerombolt erőd romjai között.

## Szereplők
| Színész          | Szerep                | Magyar hang            | Magyar hang     |
| Színész          | Szerep                | 1. szinkron            | 2. szinkron     |
| ---------------- | --------------------- | ---------------------- | --------------- |
| Michael Dudikoff | Joe Armstrong         | Jakab Csaba            | Nagy Ervin      |
| David Bradley    | Sean Davidson         | Imre István            | Rékasi Károly   |
| Dwayne Alexandre | Brackston             | Balázsi Gyula          | Crespo Rodrigo  |
| Robin Stille     | Sarah                 | Dudás Eszter           | Zakariás Éva    |
| Ken Gampu        | Dr. Tamba             | Gruber Hugó            | Barbinek Péter  |
| James Booth      | Scarf Mulgrew ezredes | Beregi Péter           | Szersén Gyula   |
| Ron Smerczak     | Maksood arab sejk     | Sinkovits-Vitay András | Sörös Sándor    |
| Franz Dobrowsky  | O'Reilly kapitány     | Botár Endre            | Varga T. József |
| Jody Abrahams    | Pango                 | Szokol Péter           | Glósz Viktor    |
| Anthony Fridjohn | Freddie / Treddle     | Kránitz Lajos          | Pálfai Péter    |
| David Sherwood   | Gavin                 | Várkonyi András        | Perlaki István  |
| Father Hallinger | Pap                   | Antal László           | Kardos Gábor    |

## Fordítás
- Ez a szócikk részben vagy egészben  az   American Ninja 4: The Annihilation című angol Wikipédia-szócikk fordításán alapul.  Az eredeti cikk szerkesztőit annak laptörténete sorolja fel. Ez a jelzés csupán a megfogalmazás eredetét és a szerzői jogokat jelzi, nem szolgál a cikkben szereplő információk forrásmegjelöléseként.